# Meragisa
Meragisa is een geslacht van vlinders van de familie tandvlinders (Notodontidae).

## Soorten
- M. albescens Schaus, 1912
- M. alsopia Schaus, 1939
- M. arenosa Schaus, 1906
- M. argentata Druce, 1905
- M. arida Schaus, 1906
- M. boliviana Dognin, 1921
- M. caeca Dognin, 1908
- M. camiola Schaus, 1937
- M. caulina Schaus, 1937
- M. cloacina Dognin, 1914
- M. darida Dognin, 1904
- M. dasra Dognin, 1904
- M. dejecta Schaus, 1911
- M. euthymia Schaus, 1928
- M. glacidia Schaus, 1939
- M. inalbata Dognin, 1911
- M. innoxia Schaus, 1911
- M. limosa Schaus, 1892
- M. lucedia Schaus, 1937
- M. marcata Dognin, 1889
- M. medionigra Dognin, 1911
- M. methosema Schaus, 1939
- M. mochosema Schaus, 1928
- M. montana Schaus, 1911
- M. mucidara Schaus, 1937
- M. nicolasi Schaus, 1939
- M. pallida Schaus, 1901

- M. phastioides Draudt, 1932
- M. politioides Schaus, 1901
- M. polycarpa Schaus, 1928
- M. pseudothia Schaus, 1939
- M. rahulana Schaus, 1937
- M. rufipuncta Druce, 1909
- M. salvina Schaus, 1928
- M. seitzi Draudt, 1932
- M. semifulva Druce, 1905
- M. siavina Schaus, 1911
- M. sidata Schaus, 1901
- M. simeona Schaus, 1928
- M. sindana Schaus, 1937
- M. submarginata Schaus, 1906
- M. thryeston Druce, 1911
- M. toddi De la Torre y Callejas & Dalmau, 1959
- M. valdiviesoi Dognin, 1890
- M. vistara Schaus, 1928